# Fala (cane)

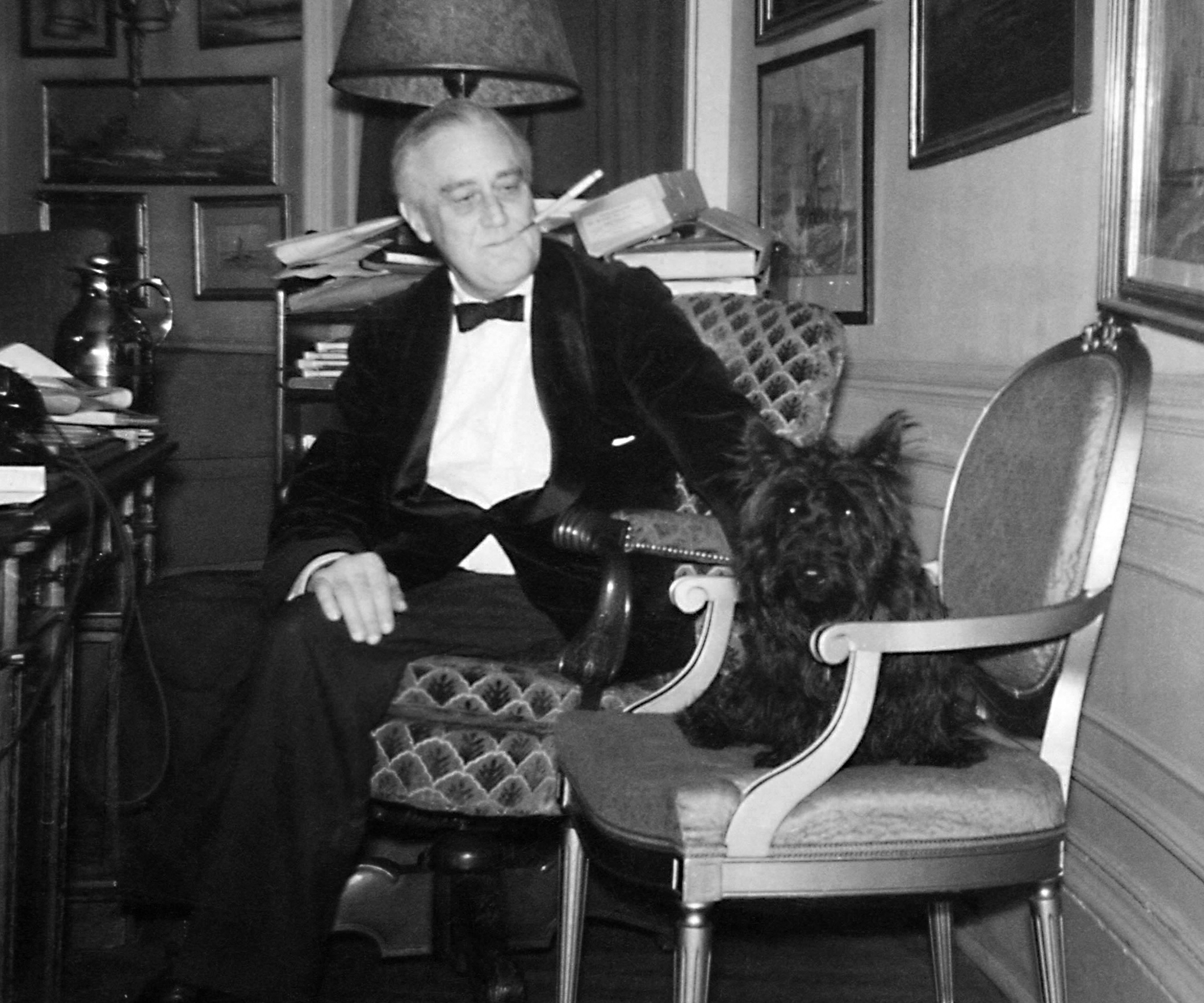
Franklin Delano Roosevelt con Fala alla Casa Bianca (1941)

Fala (7 aprile 1940 - 5 aprile 1952), uno Scottish Terrier, fu il cane del Presidente degli Stati Uniti d'America Franklin Delano Roosevelt. Uno dei più famosi animali domestici presidenziali, Fala seguì il suo padrone in molti luoghi.
Regalato ai Roosevelt dalla cugina Margaret Suckley, Fala imparò dei giochetti e le sue buffe performance alla Casa Bianca erano frequentemente citate dai media dell'epoca e riportate dal presidente e dalla moglie Eleanor. Fala sopravvisse al padrone per 7 anni e gli fu poi sepolto accanto.
Una statua di Fala di fianco a Roosevelt si trova al Franklin Delano Roosevelt Memorial di Washington e ad oggi è l'unico animale domestico presidenziale ad avere ricevuto un tale onore. Un'altra sua statua si trova al "Paseo de los Presidentes" a San Juan.

## Gli anni alla Casa Bianca
Fala arrivò alla Casa Bianca il 10 novembre 1940 e vi trascorse molto tempo  fino alla morte di Roosevelt nell'aprile 1945. Accompagnò comunque il suo padrone anche nella sua casa di Springwood, in Hyde Park, New York e a Warm Springs, dove il presidente riceveva trattamenti medici per la sua paralisi.
Un film della MGM sulla giornata tipo alla Casa Bianca ebbe Fala come protagonista. Fu anche insignito del grado di Soldato onorario dell'Esercito statunitense, contribuendo simbolicamente con 1 $ allo sforzo bellico per ogni giorno dell'anno e ponendosi come esempio per gli altri sul fronte interno. Durante l'offensiva delle Ardenne, i soldati americani erano soliti chiedersi l'un l'altro il nome del cane presidenziale: era un ulteriore modo per proteggersi da infiltrazioni di soldati tedeschi nei ranghi dell'esercito e "Fala" era come una parola d'ordine di sicurezza.
Fala accompagnò spesso Roosevelt in eventi importanti; viaggiò sulla Sacred Cow, l'aeroplano presidenziale, e sul Ferdinand Magellan, il vagone fatto su misura per Roosevelt, oltre che per nave. Era con Roosevelt al momento della sottoscrizione della Carta Atlantica, alla Conferenza di Québec ed all'incontro con il presidente del Messico Manuel Ávila Camacho a Monterrey.
Nel 1943 Fala fu il protagonista di una serie di vignette politiche di Alan Foster, titolata Mr. Fala of the White House. Nella commedia romantica Princess O'Rourke, dello stesso anno, il ruolo di Fala fu affidato a Whiskers.

## Il discorso di Fala
Il 23 settembre 1944 Roosevelt iniziò la sua campagna presidenziale a Washington, D.C., parlando ad una cena con il Sindacato Internazionale dei Camionisti. Tenne un discorso di circa mezz'ora, trasmesso anche che tutte le stazioni radio statunitensi. Nel discorso Roosevelt criticò il Partito Repubblicano ed entrò nel dettaglio delle critiche che gli venivano mosse. Una di queste critiche era che il presidente avrebbe dimenticato Fala sulle Isole Aleutine, mentre era in visita, e che avrebbe mandato un cacciatorpediniere della marina per recuperarlo, con costi esorbitanti per i contribuenti. Roosevelt dichiarò in questo discorso:
L'idea di girare le accuse dei repubblicani in uno scherzo era stata di Orson Welles. Infatti Welles faceva molta campagna elettorale per Roosevelt e gli mandò occasionalmente idee e frasi che vennero poi incorporate in quelli che Welles definiva come discorsi meno importanti. Uno di questi era appunto il "discorso di Fala". Welles improvvisò questo scherzo per il presidente, che ne fu talmente soddisfatto che chiese al suo staff di inserirne una versione finale nel suo discorso. Dopo la trasmissione Roosevelt chiese a Welles: "Come sono andato? Avevo i tempi giusti?".
Il pubblico impazzì, ridendo ed esultando e chiedendo di più scrisse la storica Doris Kearns Goodwin. E la risata andò oltre la sala del banchetto; si diffuse nei salotti e nelle cucine di tutta la nazione, dove le persone stavano ascoltando il discorso alla radio. Lo scherzo su Fala era così divertente, osservò un giornalista, che "persino le più dure facce repubblicane si incrinarono in un sorriso".